# VV Heerenveen in het seizoen 1962/63
Het seizoen 1962/1963 was het negende jaar in het bestaan van de Heerenveense betaaldvoetbalclub Heerenveen. De club kwam uit in de Tweede divisie A en eindigde daarin op de 12e plaats. Tevens deed de club mee aan het toernooi om de KNVB beker, hierin werd in de eerste ronde verloren van 't Gooi (0–2).

## Wedstrijdstatistieken

### Tweede divisie A
|       | AGOVV | Alkmaar '54 | Be Quick | De Graafschap | KFC   | Leeuwarden | N.E.C. | Oldenzaal | Stormvogels | Tubantia | Vitesse | VSV   | Wageningen | ZFC   | Zwartemeer | Zwolsche Boys |
| ----- | ----- | ----------- | -------- | ------------- | ----- | ---------- | ------ | --------- | ----------- | -------- | ------- | ----- | ---------- | ----- | ---------- | ------------- |
| Thuis | 5 – 1 | 1 – 3       | 2 – 2    | 1 – 0         | 2 – 2 | 1 – 1      | 1 – 4  | 2 – 0     | 3 – 1       | 3 – 1    | 2 – 2   | 0 – 1 | 1 – 1      | 4 – 1 | 2 – 0      | 2 – 0         |
| Uit   | 1 – 0 | 1 – 2       | 6 – 0    | 3 – 1         | 3 – 3 | 1 – 0      | 3 – 2  | 1 – 2     | 1 – 0       | 3 – 0    | 4 – 1   | 5 – 2 | 5 – 1      | 0 – 0 | 1 – 1      | 2 – 1         |

### KNVB Beker
| 1e ronde                                                 | 't Gooi                                  | 2 – 0 (1 – 0) | Heerenveen |
| 13 oktober 1962 Plaats: Hilversum Gemeentelijk Sportpark | Teus van Rheenen 20' Cees van Wilpen 89' |               |            |

## Statistieken Heerenveen 1962/1963

### Eindstand Heerenveen in de Nederlandse Tweede divisie A 1962 / 1963
| Stand | Gespeeld | Gewonnen | Gelijk | Verloren | Punten | Doelpunten voor | Doelpunten tegen |
| ----- | -------- | -------- | ------ | -------- | ------ | --------------- | ---------------- |
| 12e   | 32       | 10       | 8      | 14       | 28     | 48              | 60               |

### Topscorers
| #              | Naam                 | Goal |
| -------------- | -------------------- | ---- |
| 1.             | Eise Bosma           | 10   |
| 2.             | Bert Bouma           | 8    |
| 3.             | Piet Fleur           | 7    |
| 4.             | Henk Hainje          | 6    |
| 5.             | Sicco Kuiper         | 3    |
| 5.             | Anne Piet Schaap     | 3    |
| 7.             | Tonny Lupker         | 2    |
| 7.             | Klaas Oosterhof      | 2    |
| 7.             | Henk Weide           | 2    |
| 7.             | Hans Zwart           | 2    |
| 11.            | Henk Hartkamp        | 1    |
| 11.            | Leo de Vroet         | 1    |
| Eigen doelpunt |                      |      |
| –              | Nico Temming (AGOVV) |      |
| Totaal         | Totaal               | 48   |

| #      | Naam        | Goal |
| ------ | ----------- | ---- |
| –      | Geen speler | 0    |
| Totaal | Totaal      | 0    |